# فرانک برانیا
فرانک برانیا (اسپانیایی: Frank Braña‎؛ ‏ ۲۴ فوریهٔ ۱۹۳۴ – ۱۳ فوریهٔ ۲۰۱۲) بازیگر اهل اسپانیا بود.

## گزیدهٔ فیلم‌شناسی
- کاروسل حوالی ۱۹۵۰[۳] (۲۰۰۴)
- شکاف (۱۹۹۰)
- مشکل‌سازان (۱۹۹۴)
- من، واکیا (۱۹۸۵)
- هوندرا (۱۹۸۳)
- تکه‌ها (۱۹۸۲)
- زورو، انتقام‌جو (۱۹۷۲)
- نیکلاس و الکساندرا (۱۹۷۱)
- روزی روزگاری در غرب (۱۹۶۸)
- آس برنده (۱۹۶۸)
- اگه خدا ببخشه من نمی‌بخشم (۱۹۶۷)
- رتلر کید (۱۹۶۷)
- خوب، بد، زشت[۴] (۱۹۶۶)
- به خاطر یک مشت دلار[۴] (۱۹۶۵)
- به خاطر چند دلار بیشتر[۴] (۱۹۶۴)